# Eugenia Bosco
Pour les articles homonymes, voir Bosco.
Eugenia Bosco est une skippeuse argentine née le 12 juin 1997 à San Pedro, dans la province de Buenos Aires. Elle a remporté avec Mateo Majdalani la médaille d'argent du Nacra 17 aux Jeux olympiques d'été de 2024, organisés à Paris.